# Denzel Whitaker
Denzel Dominique Whitaker (ur. 15 czerwca 1990 w Torrance) – amerykański aktor filmowy i telewizyjny, raper i przedsiębiorca.

## Życiorys
Denzel Whitaker urodził się w Torrance w Kalifornii jako syn Younalandy i Dale’a Whitakerów.
Występował w takich filmach jak Dzień próby, Klub dyskusyjny, Tatastrofa, Zły porucznik, Zbaw mnie ode złego, Porwanie i Wojownik, a także w takich serialach jak Ostry dyżur, Bracia i siostry, Nie ma to jak hotel i Domowy front.
Ma 178 cm wzrostu.